# Stanoviště (okres Brno-venkov)
Stanoviště je obec v okrese Brno-venkov v Jihomoravském kraji. Rozkládají se v Křižanovské vrchovině, v katastrálním území Stanoviště na Moravě. Žije zde 415 obyvatel.

## Název
Jméno vesnice patrně označovalo místo při cestě, kde se odpočívalo.

## Historie
První písemná zmínka o obci pochází z roku 1327. Obec původně stávala patrně v dnešní polní trati Sapoušky jihovýchodním směrem od dnešního Stanoviště. Po dočasném opuštění byla obnovena v dnešní poloze.

## Obyvatelstvo
| Rok            | 1869 | 1880 | 1890 | 1900 | 1910 | 1921 | 1930 | 1950 | 1961 | 1970 | 1980 | 1991 | 2001 | 2011 | 2021 |
| -------------- | ---- | ---- | ---- | ---- | ---- | ---- | ---- | ---- | ---- | ---- | ---- | ---- | ---- | ---- | ---- |
| Počet obyvatel | 352  | 371  | 390  | 405  | 418  | 438  | 393  | 372  | 343  | 347  | 345  | 329  | 329  | 363  | 388  |
| Počet domů     | 55   | 61   | 60   | 65   | 74   | 69   | 74   | 91   | 96   | 93   | 93   | 106  | 112  | 118  | 125  |

Vývoj počtu obyvatel

## Obecní správa
Od 50. let 19. století do 70. let 19. století bylo Stanoviště osadou obce Zbraslav v okrese Brno. Od 70. let 19. století bylo obcí v okrese Brno, posléze v okrese Velké Meziříčí, poté v letech 1949–1960 v okrese Velká Bíteš a od roku 1960 v okrese Brno-venkov. Od 70. let 19. století do první dekády 20. století byla součástí obce také Zálesná Zhoř.

### Obecní symboly
Znak a vlajka byly obci uděleny rozhodnutím předsedy Poslanecké sněmovny Parlamentu České republiky dne 9. října 2007.

## Pamětihodnosti
- Zvonice na návsi
- Kamenný kříž z roku 1810
- Pomník padlým v první světové válce

## Galerie

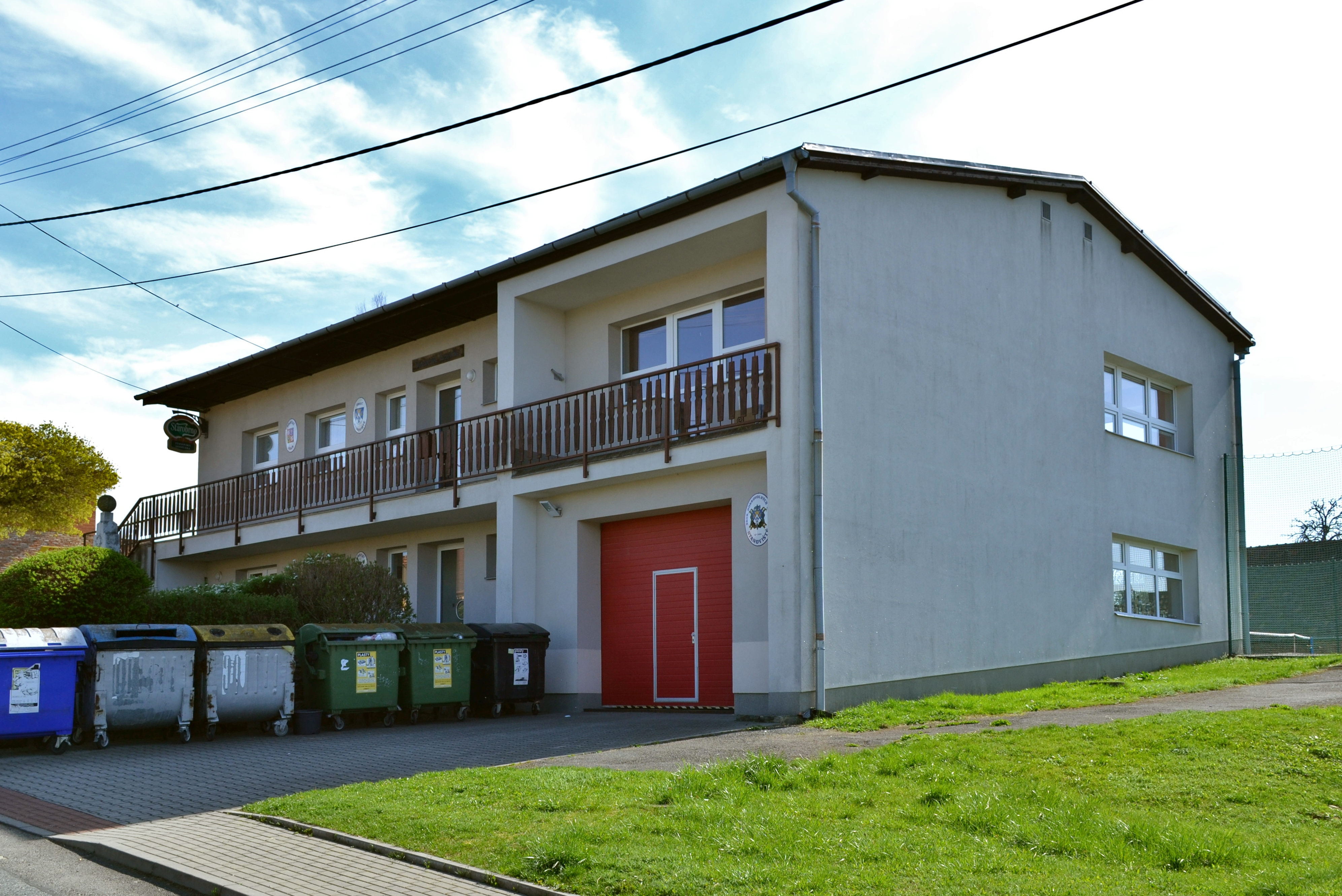
Obecní úřad a hasičská zbrojnice
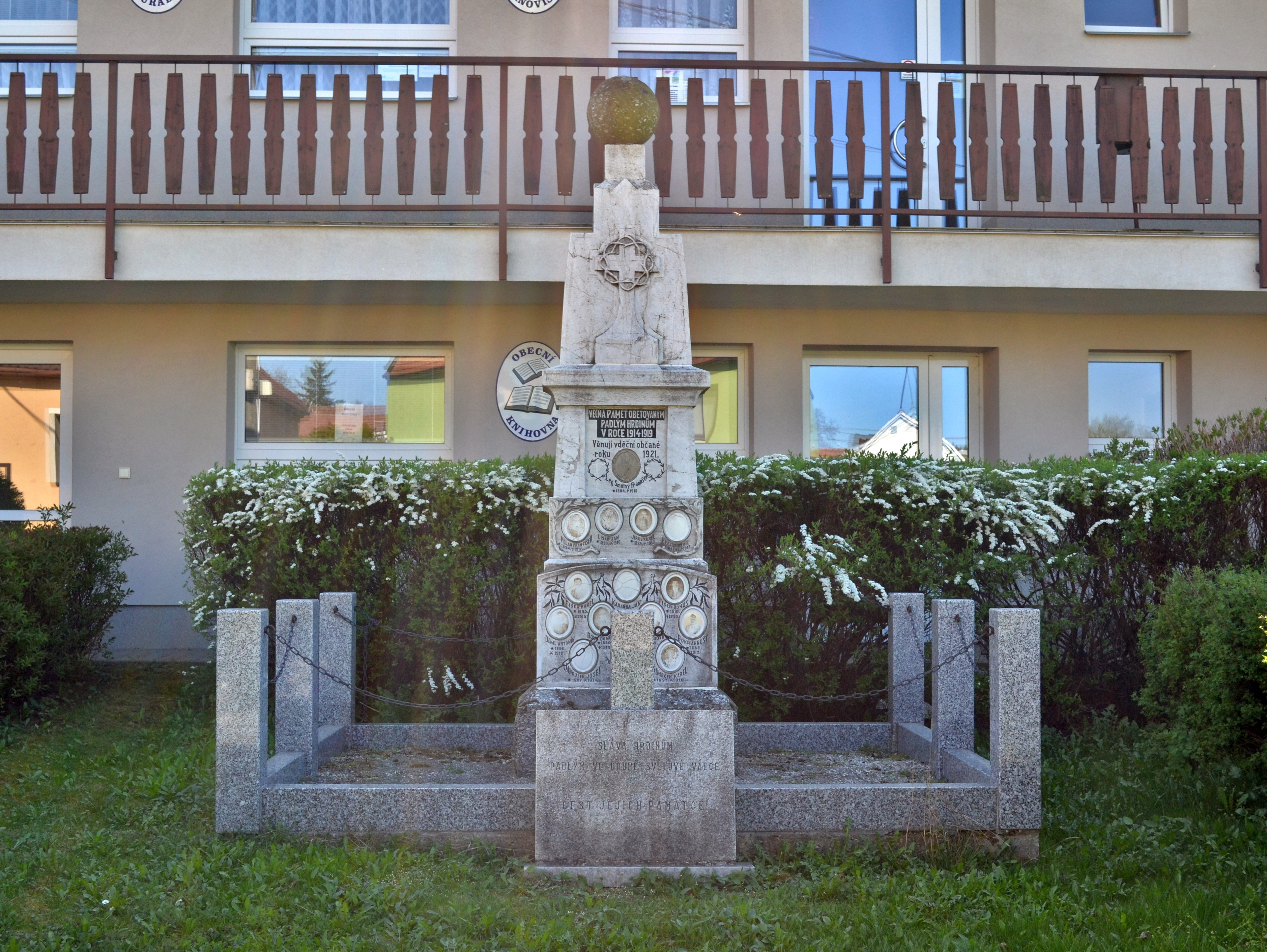
Pomník padlým
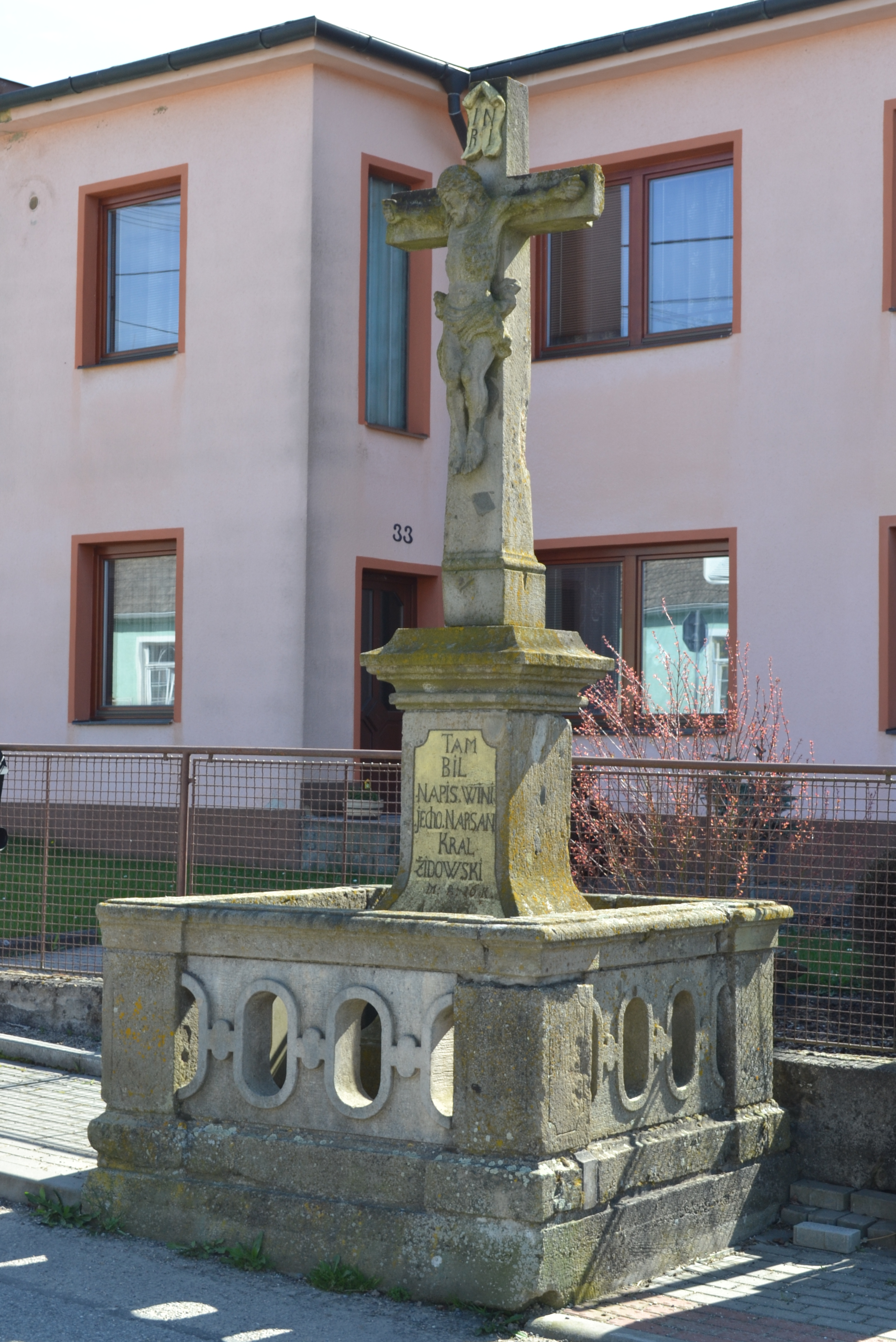
Kříž z roku 1810
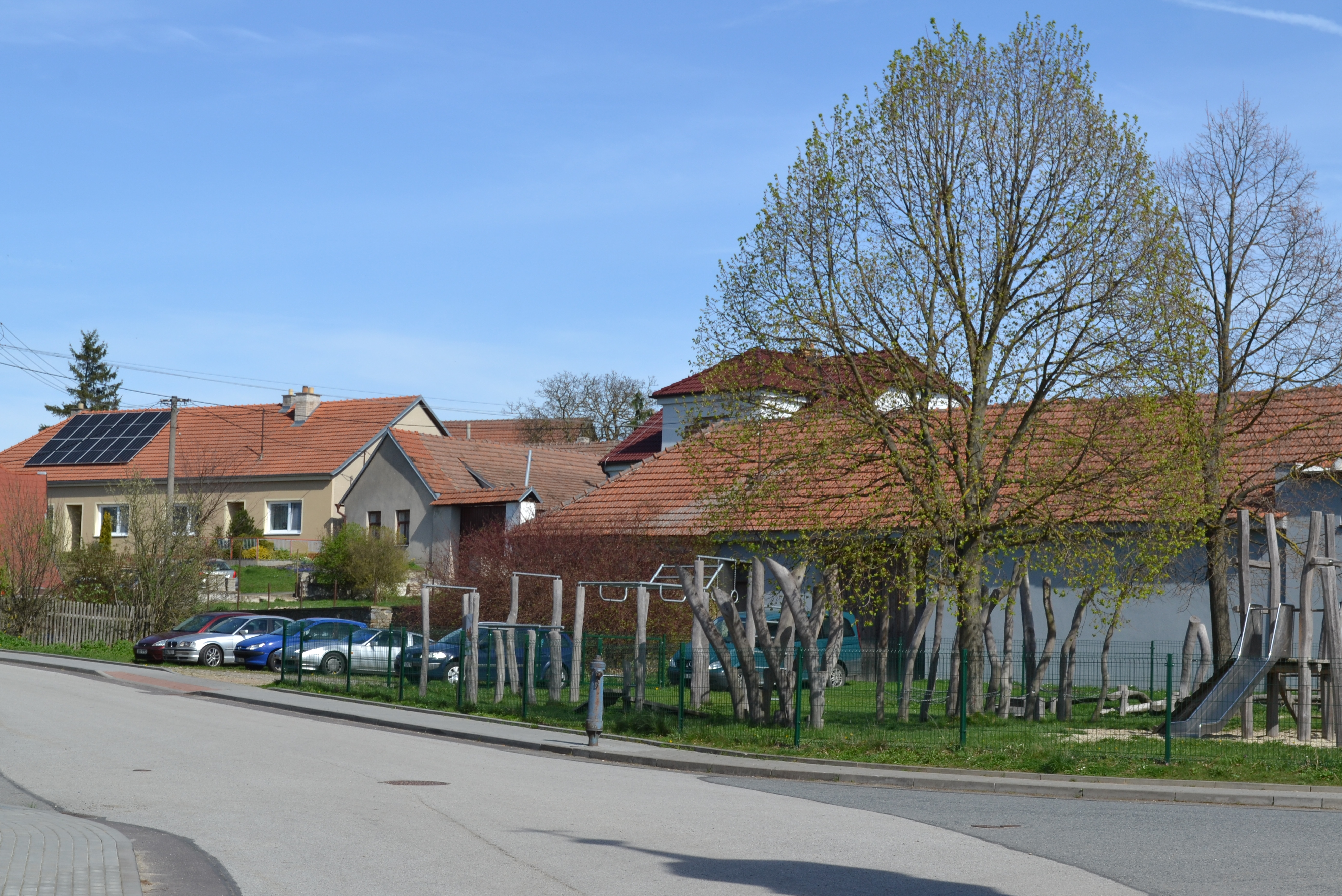
Dětské hřiště na návsi